# معجب الزهراني
معجب بن سعيد الزهراني، من مواليد منطقة الباحة عام 1374هـ/1954م. ناقد ومترجم وروائي وأكاديمي سعودي، وهو مدير عام لمعهد العالم العربي في باريس.

## التعلّم والعمل
- حصل على درجة البكالوريوس في اللغة العربية وآدابها من كلية التربية بجامعة الملك سعود.
- حصل على درجة الدكتوراه في الأدب العام والمقارن من جامعة السوربون الجديدة في باريس الثالثة عام 1989م، وعنوان أطروحته: (صورة الغرب في الرواية العربية الحديثة).[1]
- عين مديراً لمعهد العالم العربي في باريس، خلفًا للسعودية منى خازندار في يونيو 2016.[2]
- عمل رئيساً لقسم الدراسات الإنسانية في جامعة اليمامة.

## العضويات
أسهم معحب الزهراني في عضوية عدد من المجلات العلمية والثقافية، منها:
- مؤسس في مجلة «دراسات شرقية» التي تصدر من باريس بالعربية والفرنسية والإنجليزية منذ عام 1988هـ.
- عضو هيئة تحرير في مجلة «قوافل» - كتاب دوربي يصدر عن النادي الأدبي بالرياض منذ عام 1993م.
- عضو مشرف - مؤسس في مجلة «النص الجديد»، مستقلة تصدر من قبرص منذ عام 1994م.[3]

## دراسات وبحوث

### مقاربات فكرية عامة
- الطهطاوي وخرافة البدء، قراءة نقدية لبعض مفاهيم الخطاب العربي النهضوي.
- مفهوم التراث في الفكر العربي المعاصر: مقاربة تحليلية ـ نقدية.
- مقولة الغزو الثقافي بين المعرفي والإيديولوجي: مشاركة في مهرجان «أصيلة» عام 1993م.
- أوهام العالمية: قراءة نقدية مقارنة لمفهوم «العالمية» في المرجعتين الغربية والعربية (أصيلة 1994م، نشرت جزئياً).
- محاولة Essuis لنقد مفهوم «التنوير» وتأصيله في الفكر النقدي الحديث: أعدت لمؤتمر «الشعر والتنوير» الذي نظمته مؤسسة البابطين في أبو ظبي 1996م. (لم تُنشر).
- نحو نظرية جمالية عربية-إسلامية (المهرجان الوطني للتراث والثقافة، الجنادرية،1994م).
- «غربة الظاهرة المسرحية في الثقافة العربية ـ الإسلامية: من العائق الإبستمولوجي إلى العوائق الإيديولوجية».
- ملاحظات حول «التفكيكية»، النص الجديد، ذو الحجة 1416هـ/أبريل 1996م.
- خطاب المحبة في «طوق الحمامة» لابن حزم (مجلة موارد، تونس، 2003م).
- صورة المرأة في خطاب ابن رشد (القاهرة، مؤتمر ابن رشد، 2002م).

### دراسات نقدية في مجال السرديات
- لغة المعيش اليومي في لغة الرواية (المهرجان الوطني للتراث والثقافة ـ الجنادرية، 1988م).
- اللغة الحلمية - الهذيانية في «الحفلة»-مجموعة قصصية لعبد الله باخشوين، قوافل، السنة الثالثة، المجلد الثالث، العدد الخامس، جمادى الأولى 1416هـ/1995م.
- كتابة الحرية في «شقة الحرية» لغازي القصيبي، ألقيت في إطار «ندوة النص» بقسم اللغة العربية ثم نشرت في «النص الجديد» ع.3/4، ذو الحجة 1415هـ/مايو 1995م.
- الصمت والموت والبياض، قراءة للعبة الكتابة الروائية في «موسم الهجرة إلى الشمال» للطيب صالح، ألقيت في «ندوة النص» بقسم اللغة العربية، ثم نشرت في حلقات بملحق «الرياض الثقافي».
- لغة الذاكرة/ لغة الجسد: قراءة في «مذكرات أميرة عربية» للسيدة سالمة بنت سعيد، محاضرة ألقيت باللغة الفرنسية في السفارة الفرنسية بالرياض.
- تيمة المثاقفة في المحاولات الروائية الأولى بالمملكة، محاضرة ألقيت في النادي الأدبي بالدمام، 1995م. (لم تنشر كاملة بعد).
- حكاية انفجار الذاكرة في «العصفورية» لغازي القصيبي، محاضرة ألقيت في «جمعية الثقافة والفنون ـ فرع الاحساء»، الفصل الأول من العام الدراسي 1996- 1997م.
- الرواية المحلية وإشكالية الخطاب الحواري: الندوة النقدية عن القصة والرواية بالمملكة ـ المهرجان الوطني للتراث والثقافة، الجنادرية 1416هـ- 1996م. (نشرت كاملة في «قوافل»، السنة الرابعة، ع.7، ربيع الثاني 1417هـ/1996م.

### في نقد الشعر
- من تنوير العلم إلى تطوير التجربة الشعرية: «قراءة في الأعمال الشعرية لقاسم حداد ومحمد الثبيتي وعارف الخاجة»، ندوة الشعر والتنوير، أبو ظبي، 1996م، برعاية مؤسسة جائزة البابطين للإبداع الشعري، (لم تنشر كاملة بعد).
- نيويورك في ثلاث قصائد محلية لعلي الدميني أحمد يحيي بهكلي، محمد الدميني، قوافل، السنة الأولى، العدد الأول، شوال 1413هـ.
- الشرق والشرقيون في ديوان Les Orientales للشاعر الفرنسي فيكتور هيجو، محاضرة ألقيت في النادي الأدبي بالطائف، 1994م.
- لعبة المحو والتشكيل في «أخبار مجنون ليلى» كتابة قاسم حداد ورسوم ضياء عزاوي، أعدت مشاركة في المؤتمر النقدي المصاحب لمهرجان الشعر العربي بالقاهرة، الفصل الدراسي الأول من العام 1996-1997م. (لم تنشر كاملة بعد).

### في نقد النقد
- تأثيرات نظرية الرواية الغربية في النقد الروائي العربي، بحث ألقي في مؤتمر النقد الأدبي الذي نظمته كلية الآداب-جامعة البحرين، المنامة: 1994م. (مقبول للنشر كبحث محكم في مجلة كلية الآداب، جامعة الملك سعود).
- النقد الجمالي في النقد الألسني: بحث أعد وألقي في مؤتمر للنقد الأدبي نظمه«المجلس الأعلى للثقافة والفنون والآداب بالكويت»، 1996م، (مقبول للنشر كبحث محكم في مجلة «فصول»).
- في السيميائية: عرض وتأصيل، مجلة «علامات» الصادرة عن النادي الأدبي- الثقافي بجدة، ع 19.
- مراجعات مقالية لكتب نقدية مثل: «القصيدة والنص المضاء»، المشاكلة والاختلاف «المرأة واللغة» وكلها للدكتور الغذامي، «قضايا ما بعد بنيوية» د. ميجان الرويلي، «حجاب العادة، أركيولوجيا الكرم» د. سعيد السريحي، «المسرح السعودي» د. نذير العظمة.

## مؤلفات

### الترجمات
- ترجمات لمواد نقدية وقصصية عن اللغة الفرنسية نشرت في أعداد مختلفة من «قوافل».
- ترجم كتاب (اللغة العربية كنز فرنسا) تأليف: جاك لانج. صدر عام 2021.[4]

### المؤلفات
- رواية (رقص).
- (مقاربات حوارية). 2012. وفاز الكتاب بجائزة كتاب العام من نادي الرياض الأدبي عام 2012.[5]
- سيرة ذاتية بعنوان (سيرة الوقت).
- كتابان بالفرنسية الأول بعنوان: (قراءات حوارية Lectures dialogiques)، والثاني بعنوان: (صورة الغرب في الرواية العربية المعاصرة).
- (مكتب على السين). 2022.[6]

## وصلات خارجية
- د. معجب الزهراني مديراً للمعهد العربي